# Leptoxis lirata
Leptoxis lirata је пуж из реда Sorbeoconcha и фамилије Pleuroceridae.

## Угроженост
Ова врста је изумрла, што значи да нису познати живи примерци.

## Распрострањење
Раније је била једино распрострањена на подручју САД.

## Станиште
Раније станиште врсте су била слатководна подручја.